# Amphipoea grisescens-albo
Amphipoea grisescens-albo är en fjärilsart som beskrevs av Burrows. Amphipoea grisescens-albo ingår i släktet Amphipoea och familjen nattflyn. Inga underarter finns listade i Catalogue of Life.